# کوه وفس
کوه وفس یکی از کوه‌های مرزی بین استان مرکزی و استان همدان است. این کوه در شرق شهرستان همدان واقع شده‌است. ارتفاع بلندترین قلهٔ آن به ۲۴۵۰ متر می‌رسد.